# Cestrum marmoratum
Cestrum marmoratum är en potatisväxtart som beskrevs av Ignatz Urban och Ekman. Cestrum marmoratum ingår i släktet Cestrum och familjen potatisväxter. Inga underarter finns listade i Catalogue of Life.